# Ту Дай Юн
Дай Юн (кит. упр. 戴勇, пиньинь Dài Yǒng, род. 17 января 1968), в замужестве получившая фамилию Ту (вьет. Tu) — швейцарская спортсменка китайского происхождения, игрок в настольный теннис, призёрка чемпионатов Европы.

## Биография
Родилась в 1968 году в провинции Ганьсу (КНР). В 1989 году вышла замуж за швейцарца вьетнамского происхождения Ту Тхиен Бака, и благодаря замужеству автоматически получила швейцарское гражданство. В 1990-х представляла Швейцарию на международных турнирах, её наивысшим достижением стала серебряная медаль в личном зачёте на чемпионате Европы 1990 года. В 1996 году приняла участие в Олимпийских играх в Атланте, но там была лишь 9-й.

## Именование
У неё была китайская фамилия «Дай» и китайское имя «Юн», после выхода замуж она взяла фамилию мужа «Ту». Таким образом, её следовало бы писать либо как «Ту Юн» (в соответствии с китайскими правилами помещая фамилию перед именем), либо как «Ту-Дай Юн» (с двойной фамилией перед именем). Однако в большинстве случаев неискушённые в тонкостях восточных именований люди полагали, что «Дай» и «Юн» — это два вьетнамских имени, и поэтому во многих документах она идёт как «Ту Дай-Юн».